# Dani Jensen
Dani Jensen, née le 26 décembre 1987 en Californie, est une actrice pornographique américaine.

## Biographie
Dans le film OMG… It's the Spice Girls XXX Parody, Dani Jensen parodie la Spice Girl Geri Halliwell sous le nom de Ginger XXX.

## Distinctions
Nominations
- 2010 XBIZ Award - for New Starlet of the Year[1]
- 2011 AVN Award - for Best Group Sex Scene - BatfXXX: Dark Night
- 2011 AVN Award - for Best Group Sex Scene - Bonny & Clide
- 2012 AVN Award - for Best POV Sex Scene - Double Vision 3
- 2013 AVN Award - for Unsung Starlet of the Year

## Filmographie sélective
- 2008 : The Naughty Cheerleaders Club
- 2008 : Trade School Sluts
- 2009 : Lesbian Seductions: Older/Younger 25
- 2009 : Finger Licking Good 7
- 2010 : Cougar Crave Young Kittens 4
- 2010 : Mother-Daughter Exchange Club 14
- 2011 : Babysitter Diaries 5
- 2011 : Petite Young Things
- 2012 : Mother-Daughter Exchange Club 23
- 2012 : Lesbian Love Connections
- 2013 : Belladonna: No Warning 8
- 2013 : OMG… It's the Spice Girls XXX Parody
- 2013 : Redheads Are Sexy 4
- 2014 : Belladonna: Fetish Fanatic 13
- 2015 : Alex Chance: Family Therapist
- 2016 : Dirty Masseur 10
- 2017 : Moms Lick Teens 9
- 2018 : Mom Knows Best 7